# ワハテベーケ
ワハテベーケ（オランダ語: Wachtebeke [ˈʋɑxtəbeːkə]）は、ベルギーのオースト＝フランデレン州にある基礎自治体である。ヘント行政区に属し、州都であるヘントの北20kmほどのところに位置する。北にはオランダとの国境を控えている。
この基礎自治体は、ワハテベーケ町自体と、もうひとつの町であるオーヴェルスラッハ（Overslag）からなる。人口7,068人（2010年1月1日現在）。総面積 34.53 km²、人口密度 199人/km²。
2004年から2012年8月現在まで、町長はウィリー・デ・ヴリーヘル（Willy De Vliegher）である。